# Serralunga
Serralunga srl è un'azienda italiana operante nel settore dell'arredamento, fondata nel 1825 con sede a Biella.

## Storia e produzione
Si tratta di una delle prime aziende italiane ad aver adottato il sistema produttivo di rotostampaggio per materiali polimerici, e nel corso dei suoi anni ha stretto molte collaborazioni con grandi nomi del design italiano e internazionale.
L'azienda produce vasi, elementi d'arredo, sedute ed impianti di illuminazione, sia per interno che per esterno. Si occupa anche di realizzazioni per conto di altre aziende come la progettazione e la produzione di stampi e stampaggi o accessori per l'industria tessile, nonché di trasformazione di materie prime in semilavorati o prodotti finiti.
Lo stabilimento produttivo è sviluppato su 27.000 m² a Biella dove ha sede l'azienda.

## Designer e collaborazioni

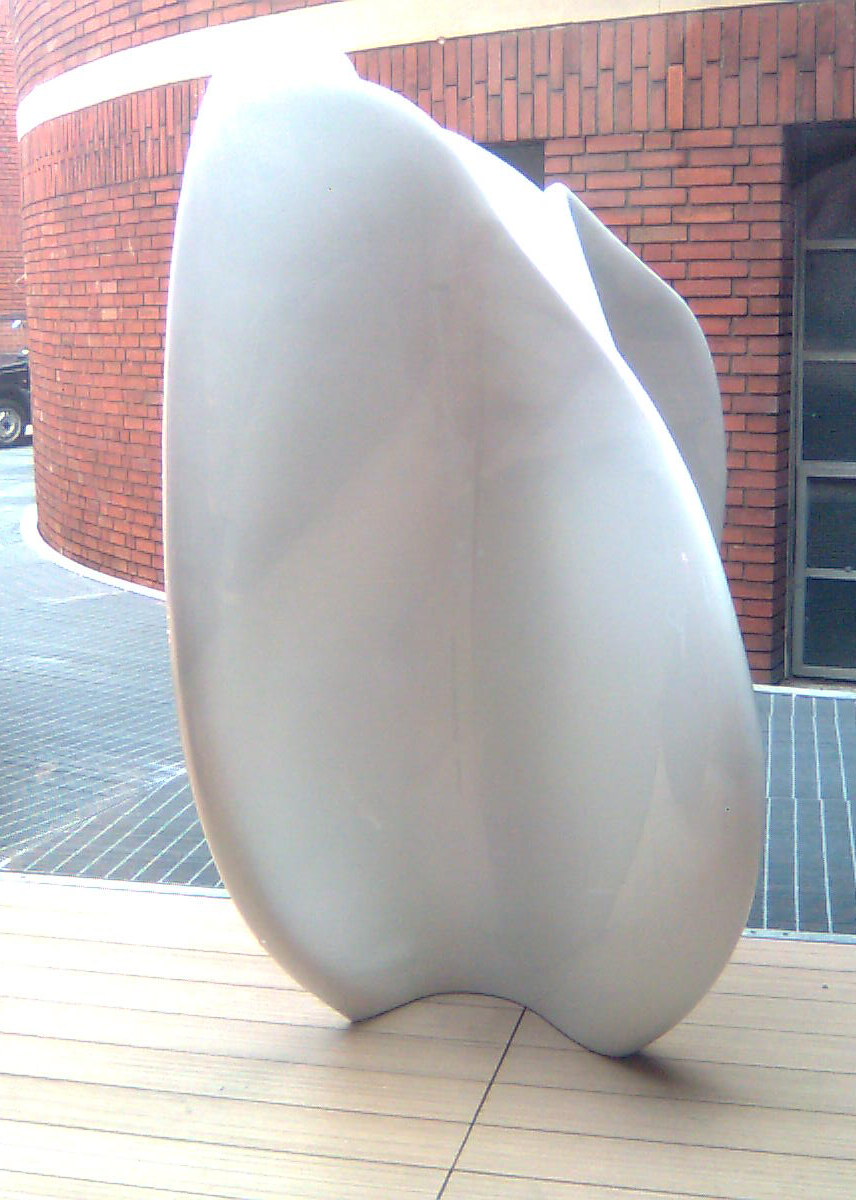
Flow, vaso realizzato da Zaha Hadid per Serralunga nel 2008 (modello Flow L che ha un'altezza di 200cm)

Fra i vari designer che hanno collaborato con l'azienda piemontese vengono si ricordano Vico Magistretti che nel 2004 realizza due prodotti, Kew un vaso con angolazione regolabile, e Russel una seduta che rievoca le classiche sedie da giardino, tradizione che si fonde con le nuove tecnologie che ne aumentano la durabilità così che sia da un punto di vista strutturale che emotivo la sedia da giardino resti un elemento intramontabile nel tempo. Jean Marie Massaud nel 2007, realizza Missed Tree una famiglia di elementi da esterni, di forme naturali, in contrasto però con la modernità dei materiali e del trattamento delle superfici. I primi elementi erano di dimensioni molto grandi e in due varianti, successivamente è stato pensato anche un elemento più piccolo, sempre realizzato da Massaud.
Nel 2008 l'azienda si avvale di molti nomi importanti del design italiano ed internazionale, Ettore Sottsass in quell'anno ha realizzato Faituttotu, una serie di moduli componibili di varie forme e dimensioni con i quali si possono comporre diversi oggetti (vasi, porta ombrelli, sedute e tavoli). Philippe Starck ha realizzato Holly all ( vedi immagine ), un elemento scultoreo di 2 metri in polietilene di altezza a tutto tondo da esterni laccato bicolore che può essere usato in vari modi, come elemento d'arredo, come seduta o fioriera.
L'architetto e designer irachena Zaha Hadid, sempre nel 2008, ha realizzato Flow un vaso tutto tondo dalla forma irregolare, che porge una faccia diversa per ogni angolazione da parte dell'osservatore. Nello stesso anno l'azienda vede anche la nascita di una seduta componibile pensata per il "contract", si tratta della Bellini Hour del designer Claudio Bellini che realizza dei moduli componibili che combinati fra loro permettono infinite soluzioni. 
Oltre a questi designer che hanno realizzato per l'azienda italiana uno o poco più oggetti, vi sono anche importanti nomi che hanno realizzato molti prodotti di diverso tipo, dalle sedute alle illuminazioni, uno di questi è Marc Sadler che fra i tanti progetti ha ideato "Hic", un vaso di 240 cm in fibra di carbonio, da una forma molto complessa realizzabile solo con materiali compositi molto sofisticati. Le tecnologie sono strettamente derivate dal campo nautico e dalla Formula 1. Molte sedute sono invece state realizzate da Rodolfo Dordoni, già designer di diverse altre aziende italiane come Artemide, Cassina, Driade, Flos, Moroso, Venini e altre.
Recentemente (nel 2009), ha collaborato con l'azienda anche Michele De Lucchi realizzando Bonheur una lampada in polietilene e metallo, sia per interni che per esterni, realizzata in 3 varianti.